# Max Burchartz
Max Hubert Innocenz Maria Burchartz (Wuppertal-Elberfeld, 28 juli 1887 – Essen, 31 januari 1961) was een Duits kunstschilder, typograaf, fotograaf en graficus.

## Levensloop
Burchartz werd geboren als zoon van de fabrikant Otto Burchartz en zijn vrouw Maria. Na zijn schooltijd doorliep hij verschillende opleidingen, onder andere in de meubelstofweverij van zijn vader, een textielvakschool en een school voor toegepaste kunst. Bovendien volgde hij een handelsopleiding. Vanaf 1907 studeerde Burchartz aan de kunstacademie in Düsseldorf. In deze tijd schilderde hij al in impressionistische stijl. Nadat hij als soldaat gediend had in de Eerste Wereldoorlog, trok hij zich terug in het landelijke Blankenhain, waar hij vooral dorpse motieven en stillevens schilderde.
Rond 1919 sloot hij zich aan bij het expressionisme. Van 3-5 augustus 1922 volgt hij de cursus De Stijl van de Nederlandse kunsttheoreticus Theo van Doesburg in Weimar. Vanaf dat moment ontwierp hij in een constructivistische stijl. In september 1922 was hij aanwezig op het Internationaal congres van Konstructivisten en Dadaïsten in Weimar, dat eveneens georganiseerd werd door Van Doesburg.
Burchartz was een invloedrijk grafisch ontwerper (o.a. van reclamedrukwerk).

## Publicatie
- Théo van Doesburg, Hans Richter, El Lissitsky, Karel Maes en Max Burchartz (augustus 1922) 'K.I. Konstruktivistische Internationale schöpferische Arbeitsgemeinschaft/I.C. Union Internationale des Constructeurs néo-plasticistes/K.I. Konstruktivistische Internationale beeldende Arbeidsgemeenschap', De Stijl, 5e jaargang, nummer 8, pp. 113-119.